# Світлоносне сім'я
«Світлоносне сім'я» (англ. Seed of Light) — науково-фантастичний роман англійського письменника Едмунда Купера, надрукований видавництвом Ballantine Books 1960 року. У 1965 році видавництво Wilhelm-Heyne-Verlag надрукувало переклад Вульфа Бергнера німецькою мовою (нім. Die Söhne des Alls).

## Сюжет
У ядерній війні вирішальні міські центри світу були знищені або приречені на повільну смерть, місячна станція США знищена, а Росія повернулася до комунізму після ліберального повороту. Майкл Спенсер та інші залучені спеціалісти бачать п'ять мільярдів підземних кубічних метрів Першої бази в австралійській пустелі як притулок із гуртожитками, майстернями, офісами, лабораторіями та «пристроями контролю поверхні», який побудували та створили для них у разі іншої ядерної війни. Прем'єр-міністр Англії сер Чарльз Крейг під впливом свого наукового радника лорда Дрейтона став першим, хто успішно провів запуск штучного супутника після негативних наслідків війни, і закликає по телебаченню поставити супутник під контроль міжнародного органу, щоб забезпечити з його допомогою мир. Навіть за американського президента Гадсона і першого секретаря Комуністичної партії Радянського Союзу Бориса Марієнкова нові сателіти швидко наближаються до свого завершення. Професор Денніс Боллінден, творець супутника і батько великого кохання Спенсера Мері Боллінден, прибуває зі своїм австрійським колегою доктором Отто Реном на переконання того, що гонка, як і минулого разу, повинна знову призвести до нищівної світової війни. Насправді, Земля зараз постійно забруднена світовою війною після того, як Боллінден погрожував із супутника знищити англійський полігон Рокет Сіті, а також відповідні об’єкти росіян та американців, після чого Рен, який в деяких деталях стратегічно думав інакше, застрелив його, а супутник зрештою перестав існувати завдяки вибуху американської атомної бомби.
У декількох містах, захищених пластиковими куполами, розгортаються анархія та насильницьке повалення влади, а інстинкт збереження раси спонукає людей будувати космічні кораблі та відправляти на них у космос обраних людей. Місто Європи III обирає астрофізика й соціолога Ньютона, хіміка й геолога Лавуазьє, хірурга, лікаря загальної практики та психіатра Юнга, біолога Рільке та інженера-електрика Сократа та їх партнерів, біолога й еколога Рому, гідропоніста і педагога Троя, антрополога та історика Відня, бібліотекаря і фотографа Александрію та дієтолога Афіну, всім від двадцяти трьох до тридцяти одного року.
Коли в місті розпочинається паніка і на космічному кораблі спадає шторм, «Соляріан» вилітає через купол раніше, ніж планувалося, так що Європа III має загинути фізично та соціально ще швидше. Екіпаж практикував добровільну або примусову евтаназію над собою або своїми дітьми. Міжособистісні стосунки на борту все більше виходять на перший план. Сократ вбиває Рільке, який закохався в Афіну, маскує смерть залицяльника за нещасний випадок і в спробі позбутися Юнга потрапляє під його гіпноз й гине в надреалістичній сцені. Люди різної статі, які вижили, проявляють свою любов один до одного. Смерть настає (Сократ та інші вчиняють самогубство), коли вони психологічно вичерпують свої сили, а саме, коли після дев’ятнадцяти з половиною років польоту дізнаються, що в Альфа Центаврі немає планетної системи, і в пізніших подібних моментах розчарування.
У третьому поколінні астронавтів Одеса, Гранада та Кеплер виявляються природженими телепатами, а інші слідують пізніше. Ці троє не можуть нічого приховувати один від одного і вступають у ménage à trois, який в першу чергу заснований на духовній близькості. З передкогнітивної пам’яті нового керівника експедиції Фарадея Кеплер заздалегідь виводить потаємну небезпеку, яка ховається на планетах, що обертаються навколо Сіріуса, і яка зрештою призводить смерті семи членів другого покоління. Кеплер усвідомлює, що він не передбачає неминуче майбутнє, а лише можливі варіанти, але помирає, як Одеса та Гранада, у тому, що він називає множинною катетеризацією, що дозволяє йому побачити психіку новонародженої дівчинки та її дочки, яка живе лише в майбутньому, серед іншого, як жителі Соляріану бредуть крізь 60 000-річні руїни двох міст, які зруйнували внаслідок ядерної війни в непридатній для життя сутінковій зоні планети, прив'язаної до Прокіону. Протягом майже тисячі років, сорока поколінь і тридцяти перельотів Солярія від зірки до зірки, з пам'яті попередніх поколінь виріс великий рай міфів задокументованих у фільмі Земля, яка стає об’єктом майже релігійного характеру.
Після того, як 25-те покоління стоїчно повністю присвятило себе внутрішньому спогляданню протягом кількох десятиліть, людина збільшує тривалість життя на, хоча й безплідну серію цілих століть, у пробудженні, спрямованому до цього світу через дієту та концентрацію, завдяки чому тепер доступні так звані безсмертні, а особливому Безсмертному Фалесу вдається оснастити Соляріан так званим селективним космометром для занурення в космос за загальною кінетикою 27-го покоління Коперника. Цей пристрій пересадив — як запрограмовано — Соляріан в тимчасову та просторову близькість визначеного ним світу з найкращим вихідним положенням для зростання людей, у якому Фалес швидко розпізнає землю середнього Вюрмського льодовикового періоду. Прибульці з простору і часу, вирішують не робити черговий стрибок через простір і час, а підтримати доісторичних мешканців землі задля їх власних предків Європи III на шляху до мирного майбутнього, не поспішаючи втручатися в історію за допомогою сучасних технологій. В Євразії вони зустрічали тих, що йшли лісами і кидали в них списи в поблажливому настрої та озброєні лише луками й стрілами, тоді як представники іншої, безбородої раси так довго лякалися лише від вигляду стрункого космічного корабля, який стирчить над верхівками дерев, що відразу ж тікали.

## Значення у творчості Купера
Гері К. Вулф бачить, що «Світлоносне сім'я» згасає, тому що в ньому є об’єкт із мотивом польоту до зірок протягом покоління, який вже інтенсивно розробляли інші автори. Однак вище вказаний роман вважається найкращим твором Купера.